# اندیس داسیت علی‌آباد چهل گزی
داسیت علی آباد چهل گزی* یک اندیس مصالح ساختمانی است که در  استان یزد قرار دارد و مادهٔ معدنی موجود در آن، داسیت است.  